# Ja-Ela Division
Ja-Ela Division är en division i Sri Lanka.   Den ligger i distriktet Gampaha District och provinsen Västprovinsen, i den sydvästra delen av landet, 17 km norr om huvudstaden Colombo. Antalet invånare är 201 154.